# آلکوی
آلکوی (به اسپانیایی: Alcoy) دهستانی در استان آلیکانتهٔ اسپانیا است.
در این دهستان ۶۱٬۴۱۷ نفر زندگی می‌کنند. مساحت این دهستان ۱۲۹٫۶۶ کیلومتر مربع است.